# 台湾短腺吸虫
台湾短腺吸虫（学名：Brachylecithum taiwanense）为双腔科短腺属的动物。分布于台湾等地，营寄生生活，宿主大叶鼻蝠以及寄生于小肠。该物种的模式产地在台湾。